# Lagaroceras curtum
Lagaroceras curtum är en tvåvingeart som beskrevs av Curtis W. Sabrosky 1961. Lagaroceras curtum ingår i släktet Lagaroceras och familjen fritflugor. Inga underarter finns listade i Catalogue of Life.